# Cyclotoma nicoleae
Cyclotoma nicoleae is een keversoort uit de familie zwamkevers (Endomychidae). De wetenschappelijke naam van de soort werd in 2000 gepubliceerd door Tomaszewska.